# Eisschnelllauf-Sprintweltmeisterschaft 1991
Die 22. Eisschnelllauf-Sprintweltmeisterschaft wurde vom 23. bis 24. Februar im deutschen Inzell (Eisstadion Inzell) ausgetragen.

## Wettbewerb
- 17 Sportler aus 65 Nationen nahmen am Mehrkampf teil

| Teilnehmende Nationen                            | Teilnehmende Nationen               | Teilnehmende Nationen               | Teilnehmende Nationen   | Teilnehmende Nationen          |
| ------------------------------------------------ | ----------------------------------- | ----------------------------------- | ----------------------- | ------------------------------ |
| Australien Österreich Kanada Volksrepublik China | Finnland Deutschland Ungarn Italien | Japan Südkorea Niederlande Norwegen | Polen Rumänien Schweden | Sowjetunion Vereinigte Staaten |

### Frauen

#### Endstand
- Zeigt die zwölf erfolgreichsten Sportlerinnen der Sprint-WM

| Rang | Name                            | 1. Lauf 500 Meter | Pkt.  | 1. Lauf 1.000 Meter | Pkt.  | 2. Lauf 500 Meter | Pkt.  | 2. Lauf 1.000 Meter | Pkt.  | Gesamt- pkt. |
| ---- | ------------------------------- | ----------------- | ----- | ------------------- | ----- | ----------------- | ----- | ------------------- | ----- | ------------ |
| 1    | Monique Garbrecht               | 40,88 (3)         | 40,88 | 1:22,28 (4)         | 41,14 | 40,01 (1)         | 40,01 | 1:21,26 (1)         | 40,63 | 162,660      |
| 2    | Ye Qiaobo                       | 40,80 (2)         | 40,80 | 1:22,21 (2)         | 41,10 | 40,34 (2)         | 40,34 | 1:21,88 (2)         | 40,94 | 163,185      |
| 3    | Christine Aaftink               | 40,70 (1)         | 40,70 | 1:22,26 (3)         | 41,13 | 40,65 (5)         | 40,65 | 1:22,62 (6)         | 41,31 | 163,790      |
| 4    | Yoo Seon-hee                    | 41,06 (6)         | 41,06 | 1:22,46 (5)         | 41,23 | 40,90 (7)         | 40,90 | 1:23,20 (8)         | 41,60 | 164,790      |
| 5    | Bonnie Blair                    | 40,95 (5)         | 40,95 | 1:23,06 (7)         | 41,53 | 40,38 (3)         | 40,38 | 1:23,91 (16)        | 41,95 | 164,815      |
| 6    | Christa Luding                  | 41,65 (13)        | 41,65 | 1:23,28 (10)        | 41,64 | 40,92 (8)         | 40,92 | 1:22,60 (4)         | 41,30 | 165,510      |
| 7    | Marieke Stam                    | 41,90 (16)        | 41,90 | 1:23,46 (12)        | 41,73 | 40,78 (6)         | 40,78 | 1:22,53 (3)         | 41,26 | 165,675      |
| 8    | Noriko Toda                     | 41,49 (9)         | 41,49 | 1:23,06 (7)         | 41,53 | 41,05 (11)        | 41,05 | 1:23,84 (13)        | 41,92 | 165,990      |
| 9    | Jelena Tjusjnjakova-Gontsjarova | 41,62 (12)        | 41,62 | 1:23,85 (15)        | 41,92 | 41,17 (13)        | 41,17 | 1:23,18 (7)         | 41,59 | 166,305      |
| 10   | Anke Baier                      | 41,76 (14)        | 41,76 | 1:23,65 (14)        | 41,82 | 40,98 (9)         | 40,98 | 1:23,89 (15)        | 41,94 | 166,510      |
| 11   | Chihaya Tanaka                  | 41,80 (15)        | 41,80 | 1:23,45 (11)        | 41,72 | 41,19 (14)        | 41,19 | 1:23,63 (11)        | 41,81 | 166,530      |
| 12   | Emese Hunyady                   | 42,13 (19)        | 42,13 | 1:23,49 (13)        | 41,74 | 41,51 (18)        | 41,51 | 1:22,61 (5)         | 41,30 | 166,690      |

#### 1. Lauf 500 Meter
| Platz | Name                           | Land                | Zeit  | Punkte |
| ----- | ------------------------------ | ------------------- | ----- | ------ |
| 1     | Christine Aaftink              | Niederlande         | 40,70 | 40,70  |
| 2     | Ye Qiaobo                      | Volksrepublik China | 40,80 | 40,80  |
| 3     | Monique Garbrecht Angela Hauck | Deutschland         | 40,88 | 40,88  |
| 5     | Bonnie Blair                   | Vereinigte Staaten  | 40,95 | 40,95  |
| 6     | Yoo Seon-hee                   | Südkorea            | 41,06 | 41,06  |
| 7     | Seiko Hashimoto                | Japan               | 41,37 | 41,37  |
| 8     | Susan Auch                     | Kanada              | 41,18 | 41,18  |
| 9     | Noriko Toda                    | Japan               | 41,49 | 41,49  |
| 10    | Anita Loorbach                 | Niederlande         | 41,53 | 41,53  |
|       |                                |                     |       |        |
| 13    | Christa Luding                 | Deutschland         | 41,65 | 41,65  |
| 14    | Anke Baier                     | Deutschland         | 41,76 | 41,76  |
| 19    | Emese Hunyady                  | Österreich          | 42,13 | 42,13  |

#### 1. Lauf 1.000 Meter
| Platz | Name                                     | Land                     | Zeit    | Punkte |
| ----- | ---------------------------------------- | ------------------------ | ------- | ------ |
| 1     | Angela Hauck                             | Deutschland              | 1:22,17 | 41,08  |
| 2     | Ye Qiaobo                                | Volksrepublik China      | 1:22,21 | 41,10  |
| 3     | Christine Aaftink                        | Niederlande              | 1:22,26 | 41,13  |
| 4     | Monique Garbrecht                        | Deutschland              | 1:22,28 | 41,14  |
| 5     | Yoo Seon-hee                             | Südkorea                 | 1:22,46 | 41,23  |
| 6     | Kyoko Shimazaki                          | Japan                    | 1:23,00 | 41,50  |
| 7     | Bonnie Blair Seiko Hashimoto Noriko Toda | Vereinigte Staaten Japan | 1:23,06 | 41,53  |
| 10    | Christa Luding                           | Deutschland              | 1:23,28 | 41,64  |
|       |                                          |                          |         |        |
| 13    | Emese Hunyady                            | Österreich               | 1:23,49 | 41,74  |
| 14    | Anke Baier                               | Deutschland              | 1:23,65 | 41,82  |

#### 2. Lauf 500 Meter
| Platz | Name                  | Land                | Zeit  | Punkte |
| ----- | --------------------- | ------------------- | ----- | ------ |
| 1     | Monique Garbrecht     | Deutschland         | 40,01 | 40,01  |
| 2     | Ye Qiaobo             | Volksrepublik China | 40,34 | 40,34  |
| 3     | Bonnie Blair          | Vereinigte Staaten  | 40,38 | 40,38  |
| 4     | Kyoko Shimazaki       | Japan               | 40,62 | 40,62  |
| 5     | Christine Aaftink     | Niederlande         | 40,65 | 40,65  |
| 6     | Marieke Stam          | Niederlande         | 40,78 | 40,78  |
| 7     | Yoo Seon-hee          | Südkorea            | 40,90 | 40,90  |
| 8     | Christa Luding        | Deutschland         | 40,92 | 40,92  |
| 9     | Anke Baier Susan Auch | Deutschland Kanada  | 40,98 | 40,98  |
|       |                       |                     |       |        |
| 18    | Emese Hunyady         | Österreich          | 41,51 | 41,51  |

#### 2. Lauf 1.000 Meter
| Platz | Name                            | Land                | Zeit    | Punkte |
| ----- | ------------------------------- | ------------------- | ------- | ------ |
| 1     | Monique Garbrecht               | Deutschland         | 1:21,26 | 40,63  |
| 2     | Ye Qiaobo                       | Volksrepublik China | 1:21,88 | 40,94  |
| 3     | Marieke Stam                    | Niederlande         | 1:22,53 | 41,26  |
| 4     | Christa Luding                  | Deutschland         | 1:22,60 | 41,30  |
| 5     | Emese Hunyady                   | Österreich          | 1:22,61 | 41,30  |
| 6     | Christine Aaftink               | Niederlande         | 1:22,62 | 41,31  |
| 7     | Jelena Tjusjnjakova-Gontsjarova | Sowjetunion         | 1:23,18 | 41,59  |
| 8     | Yoo Seon-hee                    | Südkorea            | 1:23,20 | 41,60  |
| 9     | Kyoko Shimazaki                 | Japan               | 1:23,31 | 41,65  |
| 10    | Anita Loorbach                  | Niederlande         | 1:23,49 | 41,74  |
|       |                                 |                     |         |        |
| 15    | Anke Baier                      | Deutschland         | 1:23,89 | 41,94  |

### Männer

#### Endstand
- Zeigt die zwölf erfolgreichsten Sportler der Sprint-WM

| Rang | Name                  | 1. Lauf 500 Meter | Pkt.  | 1. Lauf 1.000 Meter | Pkt.  | 2. Lauf 500 Meter | Pkt.  | 2. Lauf 1.000 Meter | Pkt.  | Gesamt- pkt. |
| ---- | --------------------- | ----------------- | ----- | ------------------- | ----- | ----------------- | ----- | ------------------- | ----- | ------------ |
| 1    | Igor Schelesowski     | 37,11 (2)         | 37,11 | 1:13,85 (1)         | 36,92 | 36,92 (3)         | 36,92 | 1:13,90 (1)         | 36,95 | 147,905      |
| 2    | Uwe-Jens Mey          | 36,96 (1)         | 36,96 | 1:14,70 (4)         | 37,35 | 36,64 (1)         | 36,64 | 1:14,37 (2)         | 37,18 | 148,135      |
| 3    | Toshiyuki Kuroiwa     | 37,31 (5)         | 37,31 | 1:14,42 (2)         | 37,21 | 37,22 (6)         | 37,22 | 1:14,75 (5)         | 37,37 | 149,115      |
| 4    | Dan Jansen            | 37,23 (3)         | 37,23 | 1:15,05 (8)         | 37,52 | 36,94 (4)         | 36,94 | 1:15,55 (10)        | 37,77 | 149,470      |
| 5    | Yasunori Miyabe       | 37,78 (11)        | 37,78 | 1:15,43 (11)        | 37,71 | 36,78 (2)         | 36,78 | 1:14,48 (3)         | 37,24 | 149,515      |
| 6    | Yuji Fujimoto         | 37,41 (6)         | 37,41 | 1:14,71 (5)         | 37,35 | 37,25 (8)         | 37,25 | 1:15,15 (7)         | 37,57 | 149,590      |
| 7    | Andrei Bachwalow      | 37,45 (7)         | 37,45 | 1:14,54 (3)         | 37,27 | 37,23 (7)         | 37,23 | 1:15,37 (9)         | 37,68 | 149,635      |
| 8    | Nikolai Guljajew      | 37,84 (12)        | 37,84 | 1:14,92 (7)         | 37,46 | 37,74 (17)        | 37,74 | 1:15,18 (8)         | 37,59 | 150,630      |
| 9    | Peter Adeberg         | 37,63 (9)         | 37,63 | 1:15,30 (9)         | 37,65 | 37,51 (11)        | 37,51 | 1:15,74 (12)        | 37,87 | 150,660      |
| 10   | Dave Besteman         | 37,87 (14)        | 37,87 | 1:16,00 (16)        | 38    | 37,62 (14)        | 37,62 | 1:14,80 (6)         | 37,40 | 150,890      |
| 11   | Wadim Schakschakbajew | 38,21 (18)        | 38,21 | 1:16,08 (17)        | 38,04 | 36,95 (5)         | 36,95 | 1:15,76 (13)        | 37,88 | 151,080      |
| 12   | Sean Ireland          | 37,85 (13)        | 37,85 | 1:15,81 (12)        | 37,90 | 37,61 (13)        | 37,61 | 1:15,70 (11)        | 37,85 | 151,215      |

#### 1. Lauf 500 Meter
| Platz | Name              | Land               | Zeit  | Punkte |
| ----- | ----------------- | ------------------ | ----- | ------ |
| 1     | Uwe-Jens Mey      | Deutschland        | 36,96 | 36,96  |
| 2     | Igor Schelesowski | Sowjetunion        | 37,11 | 37,11  |
| 3     | Dan Jansen        | Vereinigte Staaten | 37,23 | 37,23  |
| 4     | Yasushi Kuroiwa   | Japan              | 37,28 | 37,28  |
| 5     | Toshiyuki Kuroiwa | Japan              | 37,31 | 37,31  |
| 6     | Yuji Fujimoto     | Japan              | 37,41 | 37,41  |
| 7     | Andrei Bachwalow  | Sowjetunion        | 37,45 | 37,45  |
| 8     | Jaegal Seong-yeol | Südkorea           | 37,62 | 37,62  |
| 9     | Peter Adeberg     | Deutschland        | 37,63 | 37,63  |
| 10    | Uwe Streb         | Deutschland        | 37,75 | 37,75  |
|       |                   |                    |       |        |
| 22    | Roland Brunner    | Österreich         | 38,30 | 38,30  |

#### 1. Lauf 1.000 Meter
| Platz | Name              | Land               | Zeit    | Punkte |
| ----- | ----------------- | ------------------ | ------- | ------ |
| 1     | Igor Schelesowski | Sowjetunion        | 1:13,85 | 36,92  |
| 2     | Toshiyuki Kuroiwa | Japan              | 1:14,42 | 37,21  |
| 3     | Andrei Bachwalow  | Sowjetunion        | 1:14,54 | 37,27  |
| 4     | Uwe-Jens Mey      | Deutschland        | 1:14,70 | 37,35  |
| 5     | Yuji Fujimoto     | Japan              | 1:14,71 | 37,35  |
| 6     | Yasushi Kuroiwa   | Japan              | 1:14,90 | 37,45  |
| 7     | Nikolai Guljajew  | Sowjetunion        | 1:14,92 | 37,46  |
| 8     | Dan Jansen        | Vereinigte Staaten | 1:15,05 | 37,52  |
| 9     | Peter Adeberg     | Deutschland        | 1:15,30 | 37,65  |
| 10    | Gerard van Velde  | Niederlande        | 1:15,34 | 37,67  |
|       |                   |                    |         |        |
| 15    | Uwe Streb         | Deutschland        | 1:15,88 | 37,94  |
| 20    | Roland Brunner    | Österreich         | 1:16,66 | 38,33  |

#### 2. Lauf 500 Meter
| Platz | Name                  | Land               | Zeit  | Punkte |
| ----- | --------------------- | ------------------ | ----- | ------ |
| 1     | Uwe-Jens Mey          | Deutschland        | 36,64 | 36,64  |
| 2     | Yasunori Miyabe       | Japan              | 36,78 | 36,78  |
| 3     | Igor Schelesowski     | Sowjetunion        | 36,92 | 36,92  |
| 4     | Dan Jansen            | Vereinigte Staaten | 36,94 | 36,94  |
| 5     | Wadim Schakschakbajew | Sowjetunion        | 36,95 | 36,95  |
| 6     | Toshiyuki Kuroiwa     | Japan              | 37,22 | 37,22  |
| 7     | Andrei Bachwalow      | Sowjetunion        | 37,23 | 37,23  |
| 8     | Yuji Fujimoto         | Japan              | 37,25 | 37,25  |
| 9     | Guy Thibault          | Kanada             | 37,26 | 37,26  |
| 10    | Jaegal Seong-yeol     | Südkorea           | 37,40 | 37,40  |
| 11    | Peter Adeberg         | Deutschland        | 37,51 | 37,51  |
| 12    | Uwe Streb             | Deutschland        | 37,60 | 37,60  |
|       |                       |                    |       |        |
| 23    | Roland Brunner        | Österreich         | 38,05 | 38,05  |

#### 2. Lauf 1.000 Meter
| Platz | Name              | Land               | Zeit    | Punkte |
| ----- | ----------------- | ------------------ | ------- | ------ |
| 1     | Igor Schelesowski | Sowjetunion        | 1:13,90 | 36,95  |
| 2     | Uwe-Jens Mey      | Deutschland        | 1:14,37 | 37,18  |
| 3     | Yasunori Miyabe   | Japan              | 1:14,48 | 37,24  |
| 4     | Guy Thibault      | Kanada             | 1:14,61 | 37,30  |
| 5     | Toshiyuki Kuroiwa | Japan              | 1:14,75 | 37,37  |
| 6     | Dave Besteman     | Vereinigte Staaten | 1:14,80 | 37,40  |
| 7     | Yuji Fujimoto     | Japan              | 1:15,15 | 37,57  |
| 8     | Nikolai Guljajew  | Sowjetunion        | 1:15,18 | 37,59  |
| 9     | Andrei Bachwalow  | Sowjetunion        | 1:15,37 | 37,68  |
| 10    | Dan Jansen        | Vereinigte Staaten | 1:15,55 | 37,77  |
|       |                   |                    |         |        |
| 12    | Peter Adeberg     | Deutschland        | 1:15,74 | 37,87  |
| 14    | Roland Brunner    | Österreich         | 1:16,04 | 38,02  |